# My Own Prison
My Own Prison é o álbum de estreia da banda norte-americana Creed, lançado em 14 de april de 1997 pela editora discográfica Blue Collar Records.

## Faixas
| My Own Prison (Edição Original) |                        |                            |         |  |
| N.º                             | Título                 | Compositor(es)             | Duração |  |
| 1.                              | "Torn"                 | Mark Tremonti; Scott Stapp | 6:23    |  |
| 2.                              | "Ode"                  | Tremonti; Stapp            | 4:58    |  |
| 3.                              | "My Own Prison"        | Tremonti; Stapp            | 4:58    |  |
| 4.                              | "Pity for a Dime"      | Tremonti; Stapp            | 5:29    |  |
| 5.                              | "In America"           | Tremonti; Stapp            | 4:58    |  |
| 6.                              | "Illusion"             | Tremonti; Stapp            | 4:37    |  |
| 7.                              | "Unforgiven"           | Tremonti; Stapp            | 3:38    |  |
| 8.                              | "Sister"               | Tremonti; Stapp            | 4:56    |  |
| 9.                              | "What's This Life For" | Tremonti; Stapp            | 4:08    |  |
| 10.                             | "One"                  | Tremonti; Stapp            | 5:03    |  |
| Duração total:                  | Duração total:         | Duração total:             | 47:06   |  |

| My Own Prison (Edição Japonesa) |                                                      |                 |         |  |
| N.º                             | Título                                               | Compositor(es)  | Duração |  |
| 11.                             | "Bound and Tied"                                     | Tremonti; Stapp | 5:35    |  |
| 12.                             | "What's This Life For" (tomada acústica alternativa) | Tremonti; Stapp | 4:25    |  |
| Duração total:                  | Duração total:                                       | Duração total:  | 56:02   |  |

## Desempenho nas tabelas musicais
| Tabela musical (2005)                    | Melhor posição |
| ---------------------------------------- | -------------- |
| Canadá - Canadian Albums Chart           | 13             |
| Estados Unidos - Billboard 200           | 22             |
| Estados Unidos - Top Heatseekers         | 1              |
| Nova Zelândia - New Zealand Albums Chart | 1              |
| Suíça - Schweizer Hitparade              | 49             |